# Simon Heuchelin
Simon Heuchelin (* 28. August 1577 in Lauingen, Pfalz-Neuburg; † Sommer 1621 in Preßburg (?), Königreich Ungarn) war ein lutherischer Theologe und Prediger der Deutschen Evangelischen Kirchengemeinde A.B. zu Preßburg.

## Leben
Die Ahnen von Simon Heuchelin waren ziemlich arm. Sein Vater Lienhard Heuchelin war Bäcker in Lauingen. Simon studierte in Lauingen, später in Tübingen, wo er am 15. August 1599 die Magisterwürde erlangte. Seine erste Stelle fand er (vermutlich gemeinsam mit seinem Bruder Dr. Kaspar Heuchelin) als Präzeptor der beiden jüngeren Söhne des Pfalzgrafen Philipp Ludwig, August und Johann-Friedrich. Im Jahre 1603 wurde Simon Heuchelin Pfarrer in Straß bei Neuburg an der Donau. 
1608 wurde Heuchelin auf Geheiß des Pfalzgrafen Philipp Ludwig als Nachfolger des auf Druck des Magistrat der Stadt ausgewiesenen Andreas Reuß, nach Preßburg entsandt, um das Pfarramt in der erst 1606 offiziell gegründeten Deutschen Evangelischen Kirchengemeinde A.B. zu übernehmen. Ein Jahr später (1609) schickten die Preßburger den Bürger Georg Wulterer nach Neuburg, um Heuchelins Frau und Kinder ebenfalls nach Preßburg zu holen. Bei dieser Gelegenheit wurde dem Pfalzgrafen in einem überreichten Schreiben der innigste Dank der Stadt Preßburg für die Entsendung von Heuchelin ausgesprochen.
Simon Heuchelin war einer der ersten, die am Aufbau der Deutschen Evangelischen Kirchengemeinde A.B. beteiligt waren. Neben Magister Adam Tettelbach, der bereits 1607 nach Preßburg kam, war Heuchelin der dritte der Pfarrherren in der Preßburger Gemeinde. Im März 1610 wurde Heuchelin zusammen mit Rudolf Maurach und Martin Rößler zur evangelischen Synode von Sillein entsandt. Dort wurde er zum Inspektor (Koadjutor) für die deutschsprachigen Gemeinden der Superintendenz 'Neutra' gewählt. Durch die Wahl Heuchelins zum Inspektor (Koadjutor) erhöhte sich nicht nur die Bedeutung seiner Persönlichkeit, sondern auch die der Deutschen Evangelischen Kirchengemeinde A.B. Preßburgs erhöhte sich. Als Vertreter des Superintendenten verkehrte Heuchelin in Kirchenangelegenheiten unmittelbar mit der damaligen Staatsmacht und mit deren Vertreter, dem Palatinus Georg Thurzo.
Beteiligt wurde er auch an der Bildung des Preßburger Contuberniums und verfasste dessen Gesetze, die er dann als Senior auch unterschrieb.
Heuchelin war auch Mitverfasser der Apologie der Silleiner Synode, die an den Erzbischof von Gran Kardinal Ferenc Forgách (* 1560, † 1615) gerichtet war.
Im Jahre 1621 brach in Preßburg eine Pestepidemie aus, an deren Folgen Heuchelin im Sommer 1621 starb.
Verheiratet war er mit Anna (?), die gemäß alten Urkunden im Jahre 1624 starb. Aus der Ehe gingen sechs Kinder hervor.
Ein Neffe Heuchelins war der Magister Johann Georg Heuchelin (* 1615, † 1654), der zwischen den Jahren 1639 und 1654 ebenfalls Pfarrer der Deutschen Evangelischen Kirchengemeinde A.B. zu Preßburg war.